# Sint-Janslyceum
Het Sint-Janslyceum is een scholengemeenschap in 's-Hertogenbosch. Er wordt lesgegeven aan leerlingen die het gymnasium, atheneum, havo of vmbo volgen. De school is gevestigd aan het Sweelinckplein in het stadsdeel 's-Hertogenbosch Zuid. Het Sint-Janslyceum is onderdeel van Ons Middelbaar Onderwijs, Ons Middelbaar Onderwijs (OMO).

## Geschiedenis
De school heeft haar deuren in 1918 geopend als fusie tussen het Sint-Janslyceum (jongensschool) en het Marialyceum (meisjesschool). Sinds 1961 is het gehuisvest in het huidige Bossche Schoolgebouw aan het Sweelinckplein. Het oude Marialyceum scheidde zich in 1974 af en begon zelfstandig als het Jeroen Boschcollege. In 2010 is het schoolgebouw uitgeroepen tot Beste Bossche Schoolgebouw door de lezers van het Brabants Dagblad en in 2013 is het gebouw als rijksmonument aangemerkt. De school is in 2015 uitgebreid met een nieuwbouwvleugel.

## Identiteit
Het Sint-Janslyceum is van oorsprong een katholieke school. Aandacht voor elkaar en anderen behandelen zoals je zelf zou willen worden behandeld, staan centraal. Alle levensovertuigingen zijn welkom. De uitgangspunten van de school zijn: iedereen heeft recht op een waardige en respectvolle behandeling, iedereen doet mee en niemand wordt buitengesloten, iedereen heeft een eigen verantwoordelijkheid, iedereen maakt deel uit van een groter geheel: het gaat niet alleen om het ‘ik’ maar ook om het ‘wij’.  

## Onderwijs
Het Sint-Janslyceum ziet onderwijs als een instrument om leerlingen voor te bereiden op hun toekomst en als een wegwijzer naar een humane samenleving. Er worden drie opdrachten onderscheiden: het overdragen van kennis en vaardigheden, het vormen van jonge mensen en het toerusten voor burgerschap.  Een goede organisatie en goed personeel zorgen ervoor dat deze drie doelen kunnen worden bereikt. Het Sint-Janslyceum stimuleert: een ambitieuze leercultuur, een positieve en veilige leeromgeving, een duurzame en humane samenleving en een professionele en lerende organisatie. Het motto ‘Het Sint-Janslyceum: sterk in ontwikkeling’ sluit hierop aan.
De afdelingen havo en vwo werden in 2015 als 'zwak' bestempeld door de Onderwijsinspectie (2015). Op de onderwijsresultaten 2016 blijken alle indicatoren op alle afdelingen weer boven de norm te scoren. Op 11 oktober 2016 werd het predicaat 'zwak' dan ook ingetrokken en kreeg de school weer een positief oordeel van de inspectie.
Het Sint-Janslyceum is sinds november 2015 lid van de vereniging Begaafdheids-Profiel Scholen (BPS). Deze vereniging heeft tot doel te komen tot een landelijk dekkend netwerk van scholen voor voortgezet onderwijs (begaafdheidsprofielscholen), die kwalitatief hoogwaardig onderwijs en begeleiding bieden aan de specifieke doelgroep van (hoog)begaafde leerlingen. Het Sint-Janslyceum is een gecertificeerde Begaafdheidsprofielschool.
Sinds het schooljaar 2016-2017 is de iPad ingevoerd in de brugklas. Het instrument wordt ingezet als ondersteunend middel en verrijkt de les waar nodig.

## Bijzonderheden
In mei 2015 won het Sint-Janslyceum de Tom Odems Award voor de school met de beste schoolmusicals van de afgelopen twee jaar.
In 2019 heeft het schoolgebouw de status van Rijksmonument verkregen.

## Alumni
- Björn van der Doelen
- Mijntje Donners
- Isa Hoes
- Willem Kool (Stan Huygens Journaal)
- Marco Kroon
- Lauren Verster
- Tom van Weert
- Roderick van de Mortel
- Joep van den Nieuwenhuyzen